# عبدالغفور آرزو
عبدالغفور آرزو شاعر، نویسنده، بیدل‌شناس، دیپلمات و استاد دانشگاه اهل هرات افغانستان است. آرزو یکی از پُرکارترین نویسندگان معاصر افغانستان است که تا اکنون بیش از ۴۰ اثر در حوزه‌های شعر و ادبیات، عرفان، فرهنگ و جامعه از او به چاپ رسیده است. عبدالغفور آرزو به پاس فعالیت‌های ادبی و فرهنگی خود مدال غازی میربچه کوت خان کوهدامنی و نشان فرهنگی هنری ابوالقاسم فردوسی را تا اکنون کسب کرده است. او دکترای تخصصی زبان و ادبیات فارسی دارد و نیز به عنوان کاردار و سفیر جمهوری اسلامی افغانستان در کشورهای ایران و تاجیکستان  کار کرده است. شهرت آرزو اما بیشتر به‌ خاطر اشعار و کتاب‌ها و رساله‌های اوست.

## زندگیِ شخصی و تحصیلات
عبدالغفور آرزو در ۲۸ دلو/بهمن سال ۱۳۴۰ خورشیدی در شهر هرات افغانستان به دنیا آمد و در خانواده‌ای تحصیل کرده بزرگ شد. او دوران ابتدایی مکتب/مدرسه را در مکتب ابتدایی/دبستان سیف ابن یعقوب هروی (سیفی) به پایان رسانید. پدرش به تاریخ، عرفان، ادبیات و موسیقی کلاسیک علاقه داشت. او از سال ۱۳۵۸ شروع به نوشتن شعر کرد. برادرش عبدالرسول آرزو، طبیب و شاعر بود. ذوق ادبی عبدالغفور آرزو در مکتب سخنوری و سخن‌شناسی برادرش پرورش یافت. به گفته آرزو، او ذایقه‌ ادبی را از مادر و گرایش به عرفان و تاریخ را از پدر فرا گرفته است.
پس از حمله شوروی به افغانستان، عبدالغفور آرزو در ماه ثور سال ۱۳۵۸ خورشیدی  به دلیل مخالفت با اشغال افغانستان توسط شوروی به زندان افتاد اما پس از رهایی از زندان در ماه سرطان/تیر همان سال به ایران مهاجرت کرد. چند سالی را در شهرستان بیرجند گذراند و سپس در شهر مشهد، مرکز استان خراسان رضوی اقامت گزید. مدتی در انجمن شاعران مهاجر افغانستان و سپس در مرکز فرهنگی زنان به تدریس پرداخت و مقالات خود را نیز همزمان منتشر کرد. وی در سال ۱۳۶۸ با رودابه تمنا، دختر عبدالکریم تمنا هروی نویسنده و شاعر شناخته شده افغانستان ازدواج کرد.
عبدالغفور آرزو سپس تحصیلات عالی خود را در تهران ادامه داد و مدرک دکترای خود را از دانشگاه تربیت مدرس تهران به دست آورد. دکتور آرزو همچنان یک دوره کارشناسی ارشد/ماستری را در علوم سیاسی از دانشگاه آموزگاری(صدرالدین عینی) تاجیکستان در سال ۲۰۱۶ به پایان رسانید. 
پس از سقوط نظام جمهوری اسلامی افغانستان به دست طالبان در سال ۲۰۲۱ میلادی، عبدالغفور آرزو همراه با خانواده اش دوباره به ایران مهاجر شد  و پس از مدتی به دلیل شرایط دشوار اقامتی در ایران به آلمان پناهنده شد. او اکنون با خانواده اش در ایالت نیدرزاکسن آلمان زندگی می کند.

## سوابق اجرایی
دکتور عبدالغفور آرزو از سال ۱۳۸۰ تا ۱۳۸۱ به عنوان رئیس اداری ولایت هرات وظیفه اجرا کرد. او همان سال به عنوان مستشار سفارت افغانستان در ایران تعیین شد و تا سال ۱۳۸۶ در این سمت انجام وظیفه کرد. آرزو سپس در سال ۱۳۸۷ خورشیدی به عنوان مشاور وزیر امور خارجه افغانستان و سپس در سال ۱۳۸۹ به عنوان سفیر جمهوری اسلامی افغانستان در کشور تاجیکستان تعیین شد. او در طول شش سال حضور خود در تاجیکستان در پهلوی حضور دیپلماتیک، فعالیت های فرهنگی زیادی انجام داد ازجمله چاپ کتاب «شادزی…/ در قلمرو رودکی» به خط سریلیک و چاپ مجموعه شعر«لبخند خدا» به خط فارسی و سریلیک.
دکتور آرزو پس از ختم ماموریت دیپلماتیک خود در تاجیکستان به افغانستان برگشت و تا زمان سقوط نظام جمهوری اسلامی افغانستان به دست طالبان به عنوان رئیس آرشیف/آرشیو وزارت خارجه این کشور انجام وظیفه کرد.